# Griseidraconarius decolor
Espèce
Synonymes
- Coelotes decolor Nishikawa, 1973

Griseidraconarius decolor est une espèce d'araignées aranéomorphes de la famille des Agelenidae.

## Distribution
Cette espèce est endémique du Japon,. Elle se rencontre sur Honshū, Shikoku et Kyūshū.

## Description
La femelle holotype mesure 10,4 mm et le mâle paratype 9,3 mm.
Les mâles mesurent de 6,0 à 11,0 mm et les femelles de 6,0 à 12,0 mm.

## Systématique et taxinomie
Cette espèce a été décrite sous le protonyme Coelotes decolor par Nishikawa en 1973. Elle est placée dans le genre Griseidraconarius par Okumura en 2020.

## Publication originale
- Nishikawa, 1973 : « Two new spiders of the genus Coelotes (Araneae: Agelenidae) from Japan. » Faculty of Letters Revue, Otemon Gakuin University, vol. 7, p. 75-81.